# Wilton Castle
Wilton Castle er en normannisk borg fra 1100-tallet i det sydøstlige Herefordshire, England der ligger ved floden Wye tæt ved byen Ross-on-Wye. Den har navn efter den tilhørende herregård.
Den står i dag som en ruin, Longchamps-familien fra Wilton var fogeder i Normandiet, kanslere i England, sheriffer i Hereford og Welsh Marches og blandt Johan uden lands modstandere.
De blev efterfulgt af De Cantilupe-familien (se Thomas de Cantilupe) og De Grey, der tilsammen opbyggede en magtbase i Wales og Marches. Matilda de Grey, født de Cantilupe, løj i retten overfor kong Edvard 1. af England at borgen var opført af hendes Longchamp-forfædre under Edvard Bekenderen (1042–66). Borgen kan dog ikke have været blevet opført før 1154 og baroniet havde aldrig de Marcher Lord-rettigheder, som Lady Matilda påstod at have.
Borgen bliver primært associeret med en gren af Norman-familien, Baron Grey af Wilton, et prominent dynasti af de normanniske Marcher Lords i i de walisiske marches, der ejede den fra 1308 eller før. Borgen kom ud af familiens eje, da William Grey blev taget til fange af franskmændene ved slutningen af forsvaret af Guînes i 1557, hvor han blev tvunget til at sælge borgen for at skaffe penge til sin løsesum.
Borgen blev ødelagt under den engelske borgerkrig, hvor der var flere træfninger og belejringer i området, heriblandt ved Goodrich Castle, Ruardyn Castle og Raglan Castle.